# Nano (Kryptowährung)
Nano (XNO), ehemals RaiBlocks (XRB), ist eine Peer-to-Peer-Kryptowährung. Es handelt sich um eine dezentrale Open-Source-Kryptowährung, deren Architektur auf einem gerichteten azyklischen Graphen basiert und die unter der FreeBSD-Lizenz veröffentlicht wurde. Die Kombination von Distributed-Ledger-Technologie und einer Block-Lattice-Datenstruktur erlaubt es Nano, ohne Intermediäre zu funktionieren.
Nano wurde im Oktober 2015 vom Softwareentwickler Colin LeMahieu gestartet. Sein Ziel war es, die Skalierbarkeit von Blockchains zu verbessern, und damit bisherige Maßnahmen und Ereignisse wie restriktive Gebühren und verlängerte Transaktionszeiten unter Last zu vermeiden. Nano bietet gebührenfreie Transaktionen, welche typischerweise in weniger als einer Sekunde komplett bestätigt sind.

## Geschichte
Die Entwicklung von Nano begann im Jahr 2014, damals noch unter dem Namen RaiBlocks. Am 31. Januar 2018 wurde RaiBlocks umbenannt zu Nano.
Am 9. Februar 2018 verkündete der italienische Kryptowährungsmarktplatz BitGrail in Folge eines Hacks seine Schließung. Der Marktplatz vermisste 17 Millionen Nano auf seinen Konten, was dazu führte, dass die Nutzer den Zugriff auf ihre auf der Plattform gelagerten Kryptowährungen verloren. Die Opfer des Hacks verlangten Entschädigung  durch das italienische Gerichtswesen und starteten mit Unterstützung der Nano Foundation eine Sammelklage gegen Francesco Firano, den Betreiber von BitGrail. Im Januar 2019 machte das Gericht Florenz Herrn Firano haftbar für die Verluste, nachdem es festgestellt hatte, dass der Marktplatz versagt hatte, ausreichende Sicherungsmaßnahmen zur Gewährleistung der Sicherheit der Einlagen der Nutzer einzurichten und seit Juli 2017 ebenfalls versagt hatte, die Verluste zu melden.

## Protokolldesign
Nano verwendet eine Block-Lattice-Datenstruktur, bei welcher jedes Konto über eine eigene Blockchain (Account Chain) verfügt. Es ist die erste Kryptowährung, welche auf einem gerichteten azyklischen Graphen (DAG) basiert. Jede Transaktion besteht aus zwei Blöcken und enthält das aktuelle Guthaben des betroffenen Kontos.
Der Konsens wird durch einen dem Proof of Stake ähnlichen Algorithmus namens Open Representative Voting (ORV) erreicht. In diesem System bestimmen die Halter der Konten sogenannte Vertreter (engl. Representatives), welche für sie in dem Fall, dass zwei widersprüchliche Transaktionen an das Netzwerk gesendet werden (zum Beispiel in einem double-spend-Versuch), für eine der beiden Transaktionen stimmen und ihre Stimme dann an die anderen Netzwerkknoten senden. Diejenige Transaktion, welche als erstes 51 % des gesamten Stimmgewichts erreicht, wird bestätigt, die andere wird verworfen. Das Stimmgewicht der Vertreter basiert dabei auf dem Betrag an NANO, welchen sie von anderen Konten zugewiesen bekommen haben. Konten können dieses Stimmgewicht frei einem Vertreter zuweisen.
Diese Architektur erlaubt Nano, ohne monetäre Anreize für Benutzer oder Validierer auszukommen. Da bestimmte Entitäten indirekt vom Netzwerk profitieren (Kryptobörsen durch Handelsgebühren, Verkäufer durch die Vermeidung von Gebühren durch Kreditkartenfirmen etc.), haben diese ein Interesse, das Netzwerk durch die Bereitstellung eines Netzwerkknotens gesund und dezentralisiert zu halten. Es existieren außerdem keine direkten Anreize, Stimmgewicht anzusammeln, was dabei hilft, die zentralisierenden Tendenzen von Economies of Scale zu vermeiden, welche durch traditionelle Architekturen wie Proof of Work und Proof of Stake entstehen.
Das gesamte Netzwerk ist so effizient, dass es bei angenommenen 7000 Transaktionen in der Sekunde mit einem einzigen Windrad, mit 3 MW Leistung, betrieben werden könnte.